# 旧洛迪
旧洛迪（義大利語：Lodi Vecchio）是意大利伦巴第大区洛迪省的一个市镇。总面积16平方公里，人口7391人，人口密度461.9人/平方公里（2009年）。ISTAT代码为098032。